# Kommunar (Leningrad oblast)
 For alternative betydninger, se Kommunar (flertydig). (Se også artikler, som begynder med Kommunar)
Kommunar (russisk: Коммуна́р) er en by i den europæiske del af Rusland. Den har et indbyggertal på 25.706 (2024) indbyggere.
Kommunar ligger ca. 35 kilometer syd for Sankt Petersborg ved floden Izjora, en biflod til floden Neva. Byen blev grundlagt i 1840'erne og fik bystatus i 1993. Den ligger i Gattjina rajon i Leningrad oblast.